# Lophomyrmex lucidus
Lophomyrmex lucidus är en myrart som beskrevs av Menozzi 1930. Lophomyrmex lucidus ingår i släktet Lophomyrmex och familjen myror. Inga underarter finns listade i Catalogue of Life.